# Friedrich Adamson von Moltke
Adam Friedrich Adamson Graf von Moltke (* 17. April 1816 in Ottensen; † 10. Dezember 1885 in Kiel) war ein deutsch-dänischer Verwaltungsjurist und Regierungspräsident.

## Leben
Friedrich von Moltke war ein Sohn von Adam Gottlob Detlev von Moltke (1765–1843) und dessen dritter Ehefrau Karoline Klywer (1791–1873). Karl von Moltke war sein älterer (Halb-)Bruder.
Er besuchte bis Michaelis 1836 das Katharineum zu Lübeck. Zu seinen Mitschülern zählten Otto von Plessen und Theodor Storm. Anschließend studierte er Rechtswissenschaft an der Ruprecht-Karls-Universität Heidelberg und der Christian-Albrechts-Universität zu Kiel. Er wurde Mitglied der Corps Hanseatia Heidelberg und Holsatia Kiel. 1842 machte er sein Juristisches Examen in Kiel. Er wurde zweiter Amtssekretär in Gottorf, dann Auskultant bei der Regierung für das Herzogtum Lauenburg und stieg dort bis zum Amtmann (1854) auf. 1860 wurde er Amtmann für das Amt Segeberg und 1862 für das Amt Reinbek. Von 1848 bis 1860 war er dänischer Kommissar für die Berlin-Hamburger Bahn.
In der Schleswig-Holsteinischen Erhebung vertrat er eine prodänische Position. 1862 war er Präsident der Sonderregierung für Holstein in Plön. Seine Haltung brachte ihm scharfe Kritik ein. Die Allgemeine deutsche Real-Encyklopädie für die gebildeten Stände meinte 1867, er und sein Bruder hätten sich zu Werkzeugen der dänischen Politik gegen Schleswig-Holstein gebrauchen lassen.
Mit dem Deutsch-Dänischen Krieg endete seine Wirksamkeit. Er ging zunächst nach Lübeck und lebte später in Wandsbek und Kiel.

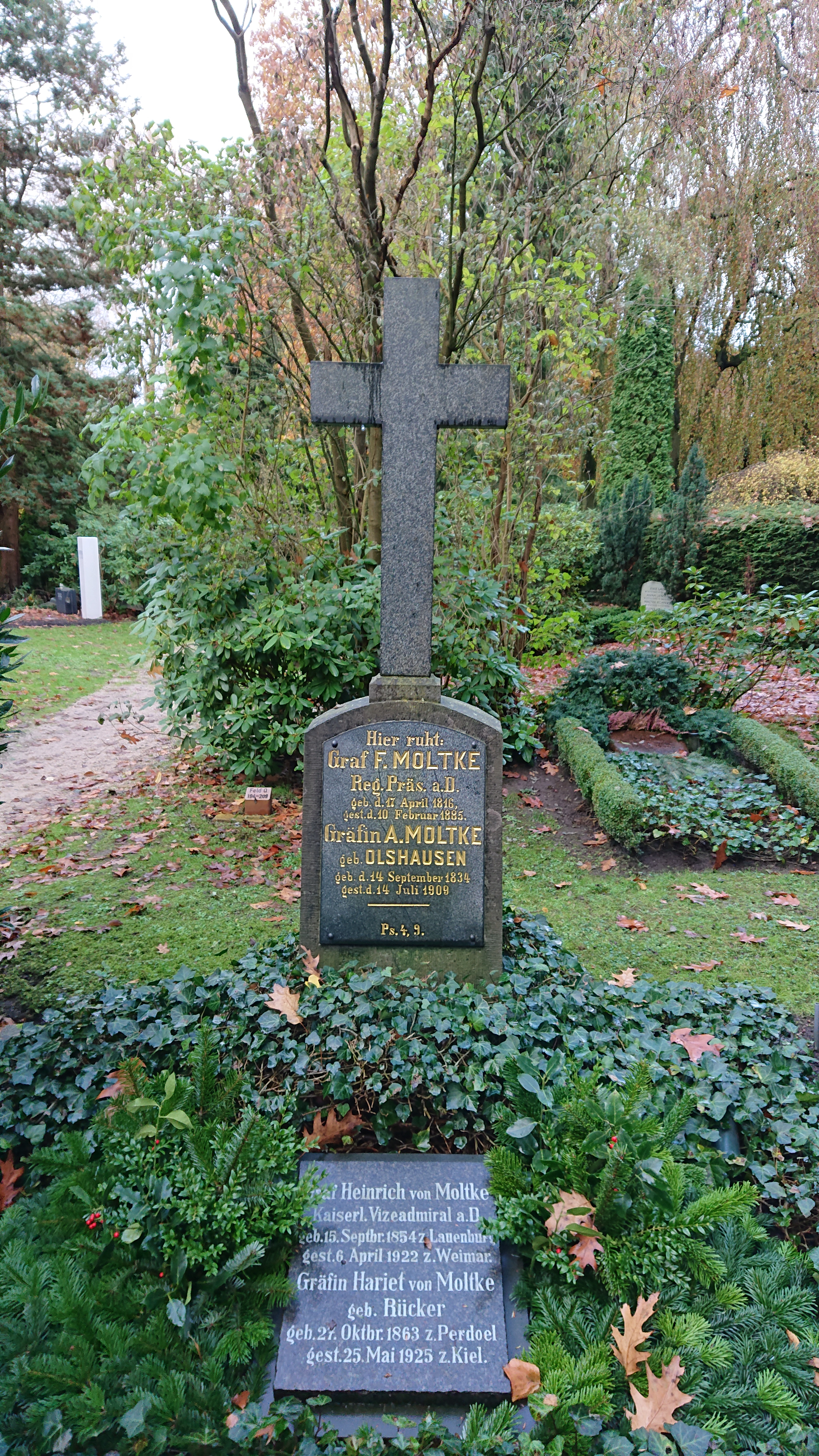
Grab auf dem Kieler Südfriedhof

## Familie
Er war verheiratet in erster Ehe seit dem 16. März 1849 mit Fanny Charlotte Anna Louise Gräfinvon Rantzau (* 12. Juni 1824; † 19. März 1866), einer Tochter des Gouverneurs von Lauenburg Graf Christian zu Rantzau auf Gut Rastorf. Am 27. Oktober 1868 heiratete er seine zweite Frau Agathe Friederike Charlotte Olshausen (* 14. September 1834; † 14. Juli 1909), eine Tochter von Justus Olshausen. Beide sind auf dem Kieler Südfriedhof begraben.
Kinder aus der ersten Ehe:
- Adam (1850–1892) ⚭ 1879 Delphina Natividad Winslow (* 1861)
- Friedrich (1853–1911)

⚭ 1883 Elisabeth (Elli) Bagge von Boo (1860–1884)
⚭ 1886 Bertha Olga Rücker (1862–1921)
- Heinrich (1854–1922), Vizeadmiral, ⚭ 1883 Hariet Rücker (1863–1925)
- Nancy (* 1856)
- Konrad (1861–1937), Generalmajor, ⚭ 1890 Bertha Elsbeth von Enckevort (1866–1937)

Tochter aus der zweiten Ehe:
- Stephanie (* 1873)

## Auszeichnungen
- 1863 Kommandeur des Dannebrogordens